# Vinohrady (Praga)
Vinohrady – od 1922 r. dzielnica i jednostka administracyjna Pragi, na wschód od Novégo Města.

## Historia
W 1922 roku na podstawie ustawy z lutego 1920 roku do Pragi zostały włączone sąsiednie miejscowości. W wyniku powiększenia powierzchni miasta powstała tzw. Wieka Praga.  1 stycznia 1922 roku utworzono z nich 19 dzielnic. Jedną z nich były Vinohrady, które powstały na terenie posiadającej prawa miejskie od 1788 roku miejscowości Vinične Hory. W 1867 zmieniono ich nazwę na Královské Vinohrady (niem. Königliche Weinberge). Do 1875 roku zajmowały także teren Žižkova. Obecna, skrócona nazwa obowiązuje od 1960 roku.

## Zabytki
- kościół Najświętszego Serca Pana Jezusa

## W literaturze
Józef Szwejk, bohater powieści Przygody dobrego wojaka Szwejka (1921–1923) Jaroslava Haška, mieszkał na Vinohradach.

## Przypisy

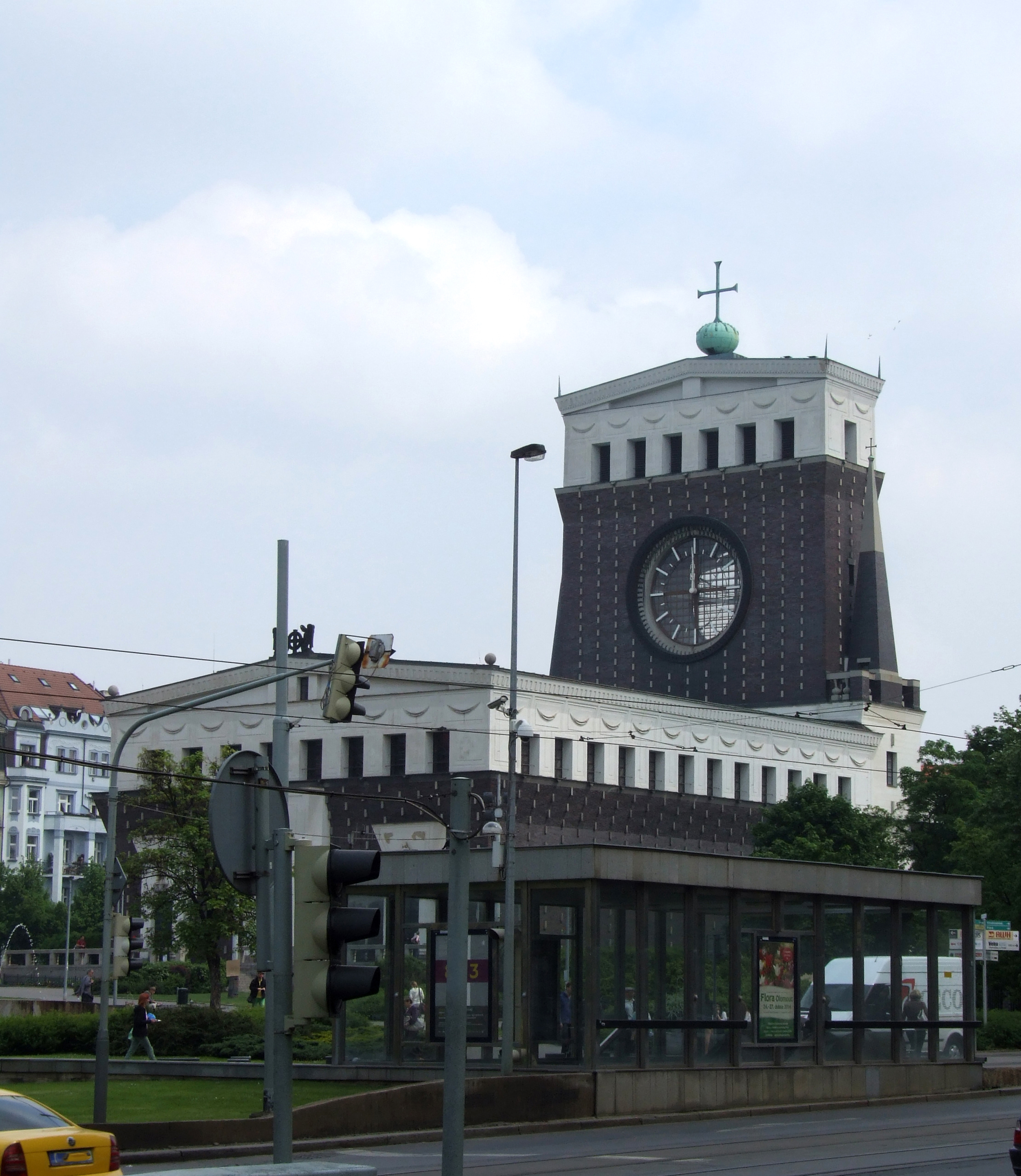
Kościół Najświętszego Serca Pańskiego